# Vegyesvonat

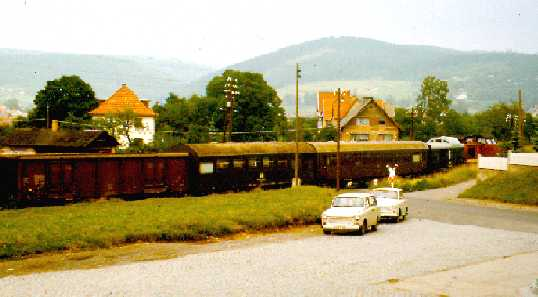
Vegyesvonat Türingiában 1989-ben

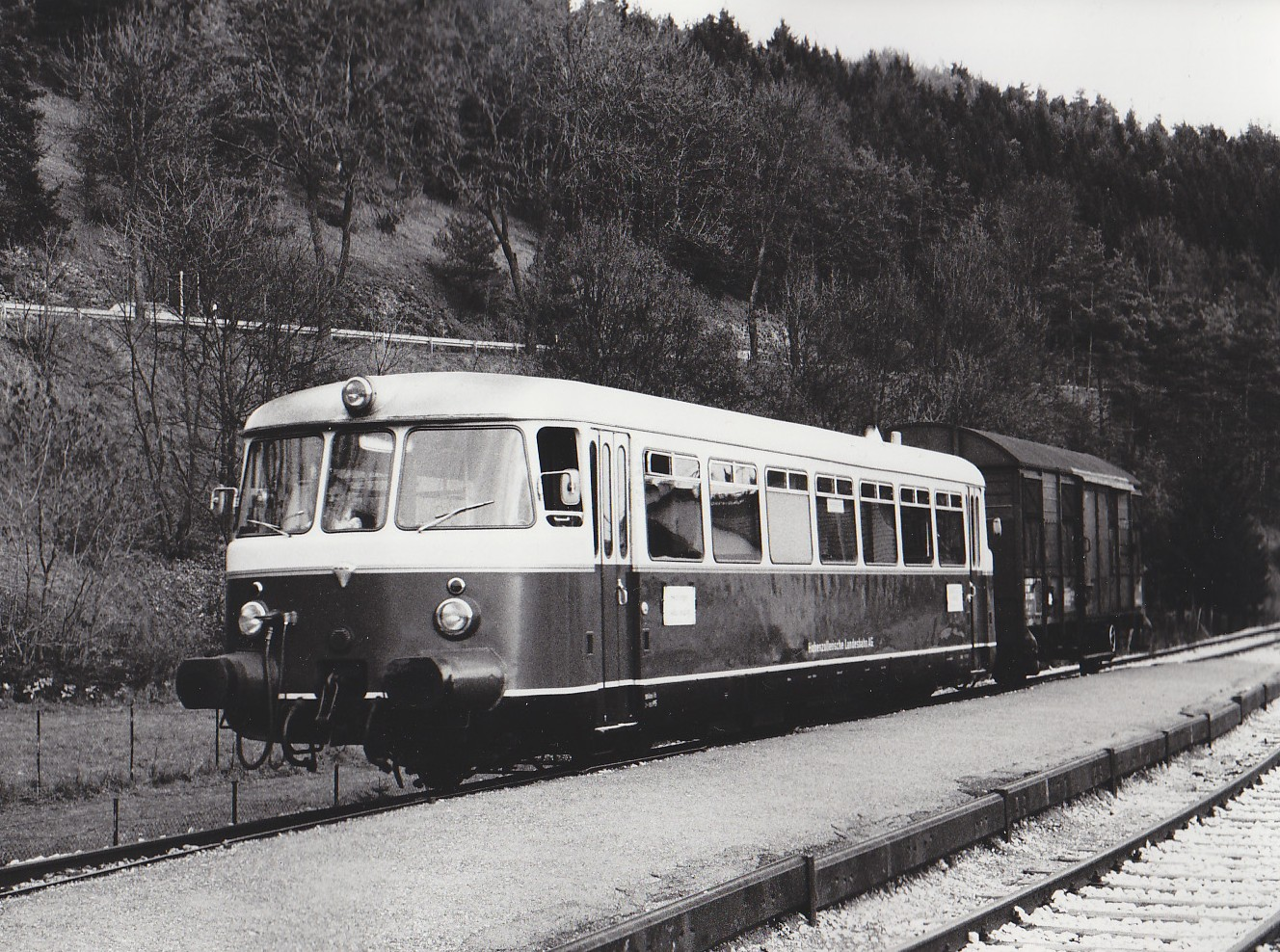
MAN sínautóbusz 1989-ben a Hohenzollerische Landesbahnon

A vegyesvonat olyan személyszállító vonat, amely gyenge forgalmú mellékvonalon lebonyolítja a teherforgalmat is. Tehát ez azt jelenti, hogy a vonatban a személykocsik között található egyéb célú (teherszállító) kocsi is. A korai időkben elég gyakoriak voltak a vegyesvonatok gazdaságossági okokból, de a 20. században muszáj volt korlátozni a felhasználását, mert ez a vonatfajta nagyon lassú szolgáltatást nyújtott az utasok részére. Ma már nem nagyon használják, mert az utas- és áruszállítási leányvállalatok végzik a különböző szállításokat a legmodernebb vasúttársaságoknál.

## Leggyakoribb vegyesvonat kialakítások
T: teherkocsi
S: személykocsi
TM: tehermozdony
SM: személymozdony
1. TM-T-T-S-S
2. SM-S-S-S--TM-T-T
3. TM-S-S-S
4. SM-T-T-T
5. SM-S-S-S-T-T

## Afrika és Ázsia
Ezeken a helyeken a vegyesvonatok még mindig mindennapi jelenségnek számítanak. Az alacsony forgalmú vonalakon így tudnak gazdaságosan személyszállítást is végezni.

## Ausztrália
Itt ezeket a vonatokat 'áru-autóknak' vagy 'vegyes árunak' nevezik.

## Németország, Svájc, Ausztria
A német nyelvű területeken két típusú vegyesvonat van: a GmP és a PmG